# Кампо-де-Сан-Хуан
Кампо-де-Сан-Хуан (исп. Campo de San Juan) — район (комарка) в Испании, входит в провинцию Сьюдад-Реаль в составе автономного сообщества Кастилия — Ла-Манча.

## Муниципалитеты
1. Алькасар-де-Сан-Хуан
2. Аламеда-де-Сервера
3. Синко-Касас
4. Аренас-де-Сан-Хуан
5. Аргамасилья-де-Альба
6. Камуньяс
7. Консуэгра
8. Эренсиа
9. Пуэрто-Лаписе
10. Мадридехос
11. Керо
12. Темблеке
13. Турлеке
14. Урда (Толедо)
15. Вильяканьяс
16. Вильярта-де-Сан-Хуан
17. Лас-Лаборес